# آذار ماجدي
آذر ماجدي هي كاتبة وناشطة شيوعية إيرانية. تشغل آذر منصب رئيس منظمة تحرير المرأة ، وتعتبر أحد قادة الحزب الشيوعي العمالي في إيران. تعارض آذر نظام حكم الحالي في إيران منذ عودتها من دراستها في الخارج لتكون في حركة المعارضة عام 1978، هذه الحركة التي لم تصفها إلا بذلك.
ولدت آذر في إيران لأب ملحد وأم مسلمة  .

## الآراء السياسية
تصف آذر نفسها بأنها تابعة للماركسية والشيوعية العمالية. ألحدت آذر منذ سن الثانية عشر. وصفت الإسلام بأنه عقيدة كارهة جدا للمرأة. قالت آذر في حديث صحفي عام 2001 : " يجب على المجتمع أن يفعل شيئا لكي يتم القضاء على الإسلام.". كما عبرت في حديث آخر عن رأيها في أن الخوف من الإسلام والمسلمين «الإسلاموفوبيا» غير موجود، وقالت أن: «مصطلح الإسلاموفوبيا ما هو إلا مفهوم اخترع لمحاولة إسكات العالم عن انتقاد الإسلام والحركة الإسلامية.».

## الحياة الشخصية
تزوجت آذر من منصور حكمت، وأنجبت ثلاثة أطفال.

## وصلات خارجية
on تويتر
- Worker-Communist Unity Party of Iran
- Radio For A Better World
- Against Sexual Apartheid in Iran Interview with Azar Majedi
- Essays